# Верзилов Аркадій Васильович
Аркадій Верзилов (10 грудня 1867, с.Ковчин Чернігівського повіту Чернігівської губернії (нині — Куликівський район) — 14 липня 1931, м. Чернігів) — український історик, краєзнавець, археолог, педагог, громадський діяч; член чернігівської «Громади» та «Просвіти».

## Життєпис
З сім'ї службовця. Закінчив Чернігівську класичну гімназію, історико-філологічний факультет Київського університету святого Володимира. Під керівництвом Володимира Антоновича брав участь в археологічних розкопках у Чернігові. Був учасником літературного гуртка «Плеяда».
По закінченні університету, працював у Київському ЦАДА. З 1893 жив у Чернігові, був членом Чернігівської громади, секретарем міської думи, обирався міським головою (1906, 1909, 1913 та 1918).
З листопада 1900 став членом Чернігівської губернської ученої архівної комісії. В 1917 очолив І Українську гімназію. В 1919—1922 читав історію України в навчальних закладах Єлисаветграда та Чернігова.
Вийшовши на пенсію в 1928, викладав історію й економіку краю у технікумі землевпорядкування.
Помер від раку.

## Вшанування пам'яті
В Чернігові існує вулиця Аркадія Верзілова.

## Наукові праці
- Очерки торговли Южной России 1480—1569. — Чернігів, 1898. (link)
- Наукове життя в Чернігові в 1914—1924 // Україна. — 1925. — Кн.3.
- Антонович і Костомаров: З споминів // Там само. — 1928. — Кн. 6.
- Журнали засідань ЧАК // Труды ЧГУАК. — Чернигов, 1903—1915. — Вып.5-12.
- Униатские архимандриты в Чернигове // Там само. — 1903. — Вып.5.